# گناه زیبایی
گناه زیبایی فیلمی به کارگردانی و نویسندگی سیروس جراح زاده محصول سال ۱۳۴۸ است.

## خلاصه داستان
مرد نزولخوار به خاطر دستيابی به زن مورد نظرش، همسر او را به بهانه ديونش روانه ی زندان می كند. زن كه در مضيقه ی مالی است به مرد نزولخوار مراجعه می كند، اما برابر خواسته ی او مقاومت می كند و به شدت مجروح می شود. مرد نزولخوار به گمان اينكه زن را به قتل رسانيده او را در بياباني رها می كند و می گريزد. همسر با كمك دوستانش از زندان آزاد می شود با توجه به شواهد ابتدا به همسرش بدگمان مي گردد ولي به زودی واقعيت آشكار شده و مرد نزولخوار گرفتار قانون می شود. زن و همسرش نيز زندگی تازه ای را آغاز می كنند.

## بازیگران
- گوگوش
- علی آزاد
- مینا مغازه‌ای
- رضوان
- اسدالله یکتا
- محسن آراسته
- خلیل عقاب
- نیکتاج صبری
- اکبر جنتی شیرازی
- مهری ودادیان
- لیلا فروهر
- فرج مولایی